# Barraca XIV (Aiguamúrcia)
La Barraca XIV és una obra d'Aiguamúrcia (Alt Camp) inclosa a l'Inventari del Patrimoni Arquitectònic de Catalunya.

## Descripció
És una barraca de construcció irregular, associada al marge, coberta de terra i pedruscall (amb lliris)i el portal dovellat. A la part posterior i lateral dret, observarem unes acumulacions de pedra sobrera.
La seva planta interior és circular, amb un diàmetre de 4'075m.
L'únic element funcional que hi trobarem, és una fornícula o escudeller. Està coberta amb una falsa cúpula, tancada amb tres lloses a una alçada de 3'30m. La seva orientació és Oest.